# Ukrainische Eishockeyliga 2004/05
Die Saison 2004/05 war die zwölfte Spielzeit der ukrainischen Eishockeyliga, der höchsten ukrainischen Eishockeyspielklasse. Meister wurde zum insgesamt achten Mal in der Vereinsgeschichte der HK Sokil Kiew.

## Modus
Die elf Teilnehmer wurden in der Hauptrunde in zwei Divisionen aufgeteilt. Die drei bestplatzierten Mannschaften der Division A qualifizierten sich direkt für das Playoff-Halbfinale. Der Viertplatzierte der Division A qualifizierte sich für die Pre-Playoffs ebenso wie der Sieger der Division B. In den Playoffs wurde der Meister ausgespielt. Der HK Sokil Kiew als Teilnehmer der belarussischen Extraliga war automatisch für das Playoff-Finale qualifiziert. Für einen Sieg nach regulärer Spielzeit erhielt jede Mannschaft drei Punkte, für einen Sieg nach Overtime zwei Punkte, bei einem Unentschieden gab es ein Punkt und bei einer Niederlage nach Overtime sowie nach regulärer Spielzeit null Punkte.

## Hauptrunde

### Division A
|    | Klub                            | Sp | S  | OTS | U | OTN | N  | Tore    | Punkte |
| -- | ------------------------------- | -- | -- | --- | - | --- | -- | ------- | ------ |
| 1. | Dniprowski Wowky Dnipropetrowsk | 21 | 18 | 0   | 0 | 1   | 2  | 109:031 | 54     |
| 2. | HK Sokil Kiew                   | 21 | 13 | 1   | 1 | 0   | 6  | 127:070 | 41     |
| 3. | HK ATEK Kiew                    | 20 | 10 | 1   | 1 | 0   | 8  | 098:069 | 33     |
| 4. | SDJuSchOR Charkiw               | 20 | 6  | 0   | 0 | 1   | 13 | 068:095 | 19     |
| 5. | Druschba-78 Charkiw             | 21 | 5  | 1   | 0 | 1   | 14 | 042:071 | 17     |
| 6. | HK Sokil Kiew II                | 20 | 0  | 0   | 0 | 1   | 19 | 032:180 | 0      |

Sp = Spiele, S = Siege, U = Unentschieden, N = Niederlagen, OTS = Overtime-Sieg, OTN = Overtime-Niederlage

### Division B

#### Gruppe A
- Chimik Sewerodonezk – Dnjper-Spartak Cherson 4:4/4:3 n. V.

#### Gruppe B
|    | Klub             | Sp | S | OTS | U | OTN | N | Tore  | Punkte |
| -- | ---------------- | -- | - | --- | - | --- | - | ----- | ------ |
| 1. | HK Berkut Kiew   | 2  | 1 | 0   | 1 | 0   | 0 | 13:03 | 3      |
| 2. | Politechnik Kiew | 2  | 1 | 0   | 1 | 0   | 0 | 07:05 | 3      |
| 3. | HK Donezk        | 2  | 0 | 0   | 0 | 0   | 2 | 04:16 | 0      |

Sp = Spiele, S = Siege, U = Unentschieden, N = Niederlagen, OTS = Overtime-Sieg, OTN = Overtime-Niederlage

#### Platzierungsrunde
Spiel um Platz 3
- Dnipro-Spartak Cherson – Politechnik Kiew 3:21

Finale
- Chimik Sewerodonezk – HK Berkut Kiew 1:3

## Play-offs
Halbfinale-Qualifikation
- SDJuSchOR Charkiw – HK Berkut Kiew 2:0

Halbfinale
- HK Kiew – HK ATEK Kiew 2:1
- SDJuSchOR Charkiw – Dniprowski Wowky Dnipropetrowsk 0:2

Final-Qualifikation
- Dniprowskje Wolki Dnipropetrowsk – HK Kiew 2:0

Finale
- HK Sokil Kiew – Dniprowski Wowky Dnipropetrowsk 2:0